# Classe Bora
La classe Bora o Progetto 1239 Sivuch (in cirillico: Проект 1239 Сивуч, nome in codice NATO: Bora) è una classe di corvette missilistiche con cuscino ad aria di fabbricazione sovietica prima e russa poi, sviluppata negli anni ottanta ed entrata in servizio presso la marina russa nel 1997 ed il cui nome in codice è divenuto, in Occidente, più noto dell'originale denominazione di progetto.
Progettate per neutralizzare navi da guerra operanti a ridosso delle zone costiere e fornire copertura alle forze da sbarco, sono impiegate anche per missioni di ricognizione e pattugliamento. Le unità di questa classe detengono il titolo di imbarcazioni più grandi al mondo del loro tipo in servizio.
Previste in 16 esemplari, al 2021, entrambi gli esemplari costruiti risultano in servizio nei ranghi della Marina della Federazione Russa.  

## Storia
A causa della dissoluzione dell'URSS, sui 16 esemplari previsti ne furono prodotti soltanto 2 di cui il primo, consegnato nel 1989, entrò ufficialmente in servizio solo nel 1997. 

## Caratteristiche
La loro struttura è quella di una cosiddetta "nave ad effetto superficie" (SES - Surface Effect Ship) dotata di un cuscino d'aria, come in un hovercraft, contenuto lateralmente da doppi scafi, simili a quelli di un catamarano. Quando il cuscino d'aria è in uso, gli scafi laterali rimangono parzialmente immersi consentendo una maggiore stabilità rispetto al vento laterale e la possibilità di utilizzare la propulsione marina a idrogetto. Quando il cuscino d'aria è disattivato, la nave si appoggia sugli scafi gemelli.
La sovrastruttura, similmente a quella di un catamarano, è molto larga, con ampio spazio per la sistemazione di armamenti e sensori e con una plancia massiccia letteralmente circondata dalle cupole dei radar di scoperta e tiro. In termini di propulsione, 2 turbine di elevata potenza le rendono capaci di navigare in sostentamento.
L'armamento per l'impiego antinave è formato da 2 gruppi di lancio per missili della famiglia degli SS-N 22, supersonici e in grado di portare l'attacco volando a pochi metri dalla superficie del mare. Per la difesa antisommergibile si affida alla velocità e alla relativa invulnerabilità che questo tipo di nave offre contro i siluri. La difesa antiaerea e antimissile è affidata a un cannone da 76 mm, ad alta cadenza di tiro, e al sistema missilistico OSA, cioè l'SA-N 4 Gecko per la NATO, la cui rampa binata a scomparsa è presente a poppa dell'unità navale. Inoltre, sono disponibili due CIWS ADG-630, per la difesa antimissile e contraerea a cortissimo raggio. 

## Unità
| Nome  | Impostazione   | Varo            | Entrata in servizio | Flotta       | Stato      | Note |
| ----- | -------------- | --------------- | ------------------- | ------------ | ---------- | ---- |
| Bora  | -              | 1987            | 30 dicembre 1989    | del Mar Nero | Attivo     |      |
| Samum | settembre 1991 | 12 ottobre 1992 | 26 febbraio 2000    | del Mar Nero | Attivo     |      |
| -     | -              | -               | -                   | -            | Incompleta |      |

## Utilizzatori

### Presenti
Russia
2 esemplari in servizio
 Cina
4 esemplari in servizio
 Grecia
4 esemplari in servizio

### Passati
Unione Sovietica
 Ucraina